# Dziadowski Przechód
Dziadowski Przechód (słow. Kostolníkov priechod) – niewielka przełączka znajdująca się w masywie Kościołów (fragment Zimnowodzkiej Grani) w słowackiej części Tatr Wysokich. Siodło Dziadowskiego Przechodu oddziela Mały Kościół na północnym zachodzie od Dziadowskiej Turniczki na południowym wschodzie. Na Dziadowski Przechód nie prowadzą żadne znakowane szlaki turystyczne, dla taterników przełęcz ta stanowi jeden z dogodniejszych dostępów do sąsiedniego Małego Kościoła.
Polska nazwa Dziadowskiego Przechodu i innych sąsiednich obiektów jest wynikiem nieporozumienia przy tłumaczeniu – słowackie słowo kostolník oznacza osobę opiekującą się kościołem i nie ma wydźwięku pejoratywnego. Słowacka nazwa powstała jako luźne skojarzenie z pobliskimi Kościołami i jest autorstwa wspinających się tu taterników.
Pierwsze wejścia turystyczne:
- Antonina Englischowa, Karol Englisch i Johann Hunsdorfer (senior), 17 sierpnia 1902 r. – letnie,
- Gyula Hefty i Gyula Komarnicki, 8 grudnia 1911 r. – zimowe.